# Val Mara
Val Mara is een gemeente in het Zwitserse kanton Ticino en maakt deel uit van het district Lugano.
Op 31 december 2023 telde Val Mara 3001 inwoners.

## Geschiedenis
De gemeente is op 10 april 2022 door de fusie van de gemeenten Maroggia, Melano en Rovio. 
Agno · Alto Malcantone · Aranno · Arogno · Astano · Bedano · Bedigliora · Bioggio · Bissone · Brusino Arsizio · Cademario · Cadempino · Canobbio · Capriasca · Caslano · Collina d'Oro · Comano · Cureglia · Curio · Grancia · Gravesano · Lamone · Lugano · Magliaso · Manno · Massagno · Melide · Mezzovico-Vira · Miglieglia · Monteceneri · Morcote · Muzzano · Neggio · Novaggio · Origlio · Paradiso · Ponte Capriasca · Porza · Pura · Savosa · Sorengo · Torricella-Taverne · Tresa · Val Mara · Vernate · Vezia · Vico Morcote